# Сєдін Митрофан Карпович
Митрофан Карпович Сєдін (*1861 — 1918) — український і російський письменник і журналіст.
Народився і жив на Кубані. Писав українською і російською мовами, видавав у Краснодарі (1915-1917) робітничий журнал «Прикубанские степи».
Головні твори (п'єси), писані українською мовою: «Що посієш, те й пожнеш» (1899), «Тиховський» (1901), «На Чорноморці» (1910).